# Павловский (Ростовская область)
Павловский — хутор в Верхнедонском районе Ростовской области.
Входит в состав Верхняковского сельского поселения.

## Население
| 1989 | 2002 | 2010 |
| ---- | ---- | ---- |
| 321  | ↘258 | ↘186 |

## Улицы
На хуторе имеется одна улица: Павловская.